# Petru IV Rareș
Petru IV Rareș (Hârlău, 1487 – Suceava, 3 settembre 1546) fu principe di Moldavia  nel periodo gennaio 1527 - 18 settembre 1538 e tra il 19 febbraio 1541 e il 3 settembre 1546.

## Biografia

### Primo regno (1527-1538)
Figlio illegittimo di Ștefan III cel Mare e di Maria Răreșoaia di Hărlău, Petru salì al trono il 20 gennaio 1527. Avviò fin dall'inizio una politica di conciliazione con il Regno di Polonia, poi riuscì a sfruttare a suo vantaggio la contesa tra gli Asburgo ed i turchi di Solimano il Magnifico.
Dopo la Battaglia di Mohács, durante la contesa tra Ferdinando d'Asburgo e Giovanni Zápolya (1529) Petru si schierò inizialmente con l'Asburgo, poi con Zápolya. In cambio della città di Bistrița, Petru combatté al fianco di Zápolya contro Ferdinando nella Battaglia di Feldioara (22 giugno 1529). Il voivoda ottenne dal re d'Ungheria Ungurașul ma dovette tentare con le proprie forze un fallimentare tentativo di occupazione di Bistrița. Cinse poi d'assedio Brașov in ottobre ma dovette desistere. Invece di occupare l'intera Transilvania, Petru si dovette accontentare delle sole Ciceu e Cetatea de Baltă (tra l'altro già dominio di suo padre) e del vescovado di Vad.
Petru Rareș tentò di espandere il suo dominio a discapito della Polonia a partire dal 1530. I moldavi occuparono la Pocuzia che venne però rapidamente riconquistata dal grande etmano Jan Tarnowski. Quando Rareș tentò nuovamente di occupare la Pocuzia, Tarnowski lo sconfisse pesantemente nella Battaglia di Obertyn (22 agosto 1531).
Il sultano Solimano, impegnato a combattere in Persia, comandò a Rareș di facilitare le operazioni di Ludovico Gritti, un avventuriero originario dell'Italia che era stato inviato in Transilvania contro il voivoda István Majláth. Il comandante della forza moldava inviata in aiuto di Gritti, preso prigioniero dai Transilvania, tale Huru, risolse invece di tradire l'italiano lasciandolo uccidere dai transilvani. In risposta al tradimento, Rareș dovette stroncare un tentativo di invasione della Moldavia da parte del figlio di Gritti, uccidendolo. Petru fu a questo punto libero di tornare ad intrigare per trarre vantaggio dalle contese tra gli Asburgo e Zápolya.
Nel 1538 i polacchi si appellarono al sultano contro gli intrighi di Rareș. Solimano guidò un esercito di polacchi, tatari e turchi contro Petru che venne spodestato in favore di Ștefan Lăcustă e dovette rifugiarsi nella sua fortezza transilvana di Ciceu. Stando alla leggenda, il voivoda si sarebbe salvato dalla cattura e dalla morte per inedia grazie a dei pescatori che lo avevano trovato mezzo morto di fame tra le selve transilvane.

### Secondo regno (1541-1546)

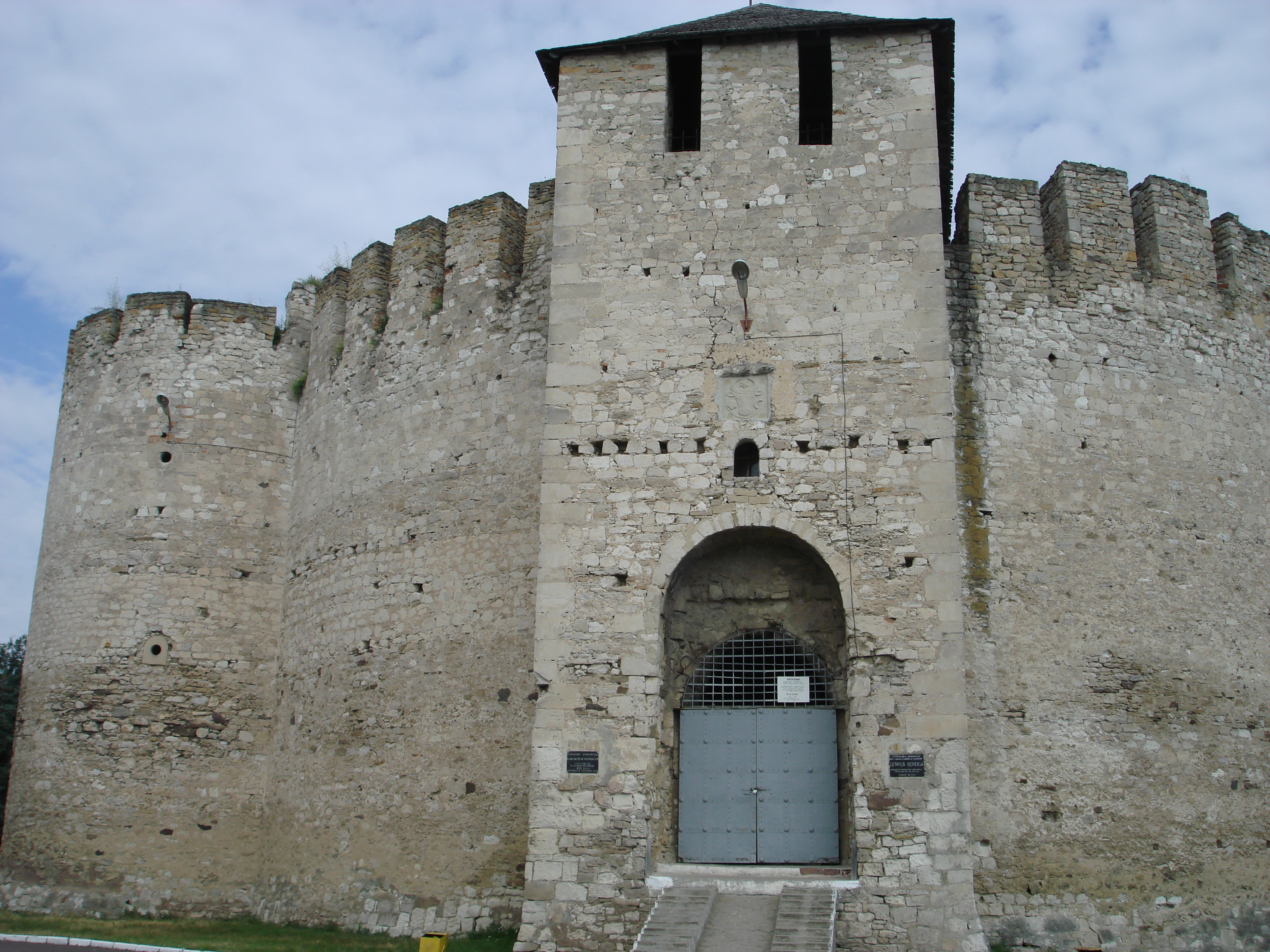
La fortezza fatta erigere da Petru Rareș a Soroca.

Nel 1541, Petru aveva riguadagnato la fiducia di Solimano e rientrava in Moldavia. Catturato il voivoda Alexandru Cornea, lo fece giustiziare insieme ai boiari a lui fedeli; lo stesso anno, per ordine di Solimano, catturò il voivoda di Transilvania István Majláth a Făgăraș e lo spedì in catene ad Istanbul.
Petru non era nelle condizioni per una nuova svolta indipendentista. Il suo alleato valacco, il voivoda Vlad VIII Vintilă de la Slatina era stato ucciso; le fortezza chiave del regno (Ciceu e Cetatea de Baltă) erano state private delle mura da Giorgio Martinuzzi e la regione del Budjak restavano nelle mani dei turchi.
Nel 1542 Petru tentò senza successo di conquistare Bistriţa. Partecipò poi alla preparazione dell'infruttuosa crociata di Joachim II del Brandeburgo (1542), anticipando 200 000 fiorini per la spedizione, poi arenatasi all'assedio di Buda.
Petru Rareș morì, vassallo del sultano, il 3 settembre 1546 e venne sepolto nel Monastero di Probota.

### Mecenatismo
Come Ștefan cel Mare, anche Petru Rareș fu un munifico mecenate della Chiesa ortodossa. Appoggiato dalla moglie Jelena, fece ristruttura e costruire numerose chiese: a Baia, Botoșani, Hârlău, Târgu Frumos e Roman. La sua più bella fondazione è ritenuto il monastero di Probota.

### Discendenti
Petru Rareș ebbe una nutrita figliolanza.
Dalla prima moglie, Maria, uccisa il 28 giugno 1529:
- Bogdan (morto il 3 settembre 1534);
- Ana (morta nel 1545), moglie del voivoda di Valacchia Vlad VII Înecatul;
- Maria (morta nel 1614), moglie dei boiaro Radu Balică, poi di Ioan Movilă di Hudești, alla quale diede due figli poi voivoda: Ieremia Movilă, voivoda di Moldavia, e Simion Movilă, voivoda di Valacchia;
- Chiajna (ca. 1525–1588, Costantinopoli), moglie del voivoda di Valacchia Mircea V Ciobanul.

Dalla seconda moglie (1530), la principessa serba Jelena Branković (ca. 1502–1552, morta per strangolamento), figlia del despota Jovan Branković:
- Ilias II Rareș (nato 1531), voivoda di Moldavia;
- Ștefan VI Rareș (nato 1532), voivoda di Moldavia;
- Constantin (1542-1554);
- Ruzandra (morta 1570), moglie del voivoda di Moldavia Alexandru IV Lăpușneanu;

Da Ecatarina di Kronstadt ebbe Iancu Sasul, voivoda di Moldavia, e da una donna di identità sconosciuta ebbe Bogdan Constantin (morto nel 1573), pretendente al trono moldavo.